# Stronghold Crusader 2
Stronghold Crusader 2 es la última entrega de la franquicia de "Simuladores de Castillos" en tiempo real Stronghold, se lanzó el 23 de septiembre de 2014. Es la secuela del título de 2002 Stronghold: Crusader que es, según el diseñador jefe de Firefly Studios Simon Bradbury, "nuestro juego favorito, el favorito de nuestros fans y el juego que hemos deseado hacer desde hace muchos años." Firefly Studios serán los editores del título.

## Jugabilidad
Los asistentes al E3 2013 pudieron probar la primera demo; y el primer tráiler con gameplay, que mostraba material pre-alpha, fue revelado en la Gamescom 2013. Tanto la demo como el tráiler enseñaban numerosos aspectos nuevos que el juego introducirá en la saga.

### Características
El juego es el primero de la saga Crusader en incorporar un motor gráfico en 3D pero conservando todos los elementos del juego 2D original, a la vez que añade nuevas características como "nuevas unidades, como el cruel Capataz de esclavos, enemigos de la IA más fuertes y eventos dinámicos en el mapa como la Plaga de langostas", así como "nuevos efectos visuales, una nueva interfaz de batalla y mejoras en el motor que incluyen efectos, animaciones y físicas en tiempo real." Un añadido completamente nuevo en la saga es el multijugador cooperativo, donde dos jugadores controlan un solo castillo y comparten unidades y recursos mientras combaten contra enemigos comunes. Crusader 2 incluirá una campaña histórica en solitario tanto de los Cruzados como de los Árabes desde el lanzamiento. El juego estará basado principalmente en el modo escaramuza, similar al del Stronghold Crusader original. Este incluirá, como en el Stronghold Crusader original, misiones de escaramuza, donde los jugadores tendrán que pelear en mapas de escaramuza conectados con diferentes configuraciones en un orden determinado. Se espera que el juego esté basado más en la guerra y menos en la gestión gubernamental.

### Personajes y unidades
También se han anunciado algunas de las nuevas unidades del juego, que son 10, incluyendo el Templario, el Sargento Cristiano, el Sanador, el Derviche y otros. El juego tendrá además 8 personajes de la IA desde el lanzamiento, incluyendo el Califa (que apareció en el Stronghold Crusader original y que poseerá un diseño de castillos y tácticas de combate similares en Crusader 2), el Shah, el Rey Esclavista, Saladino y Ricardo Corazón de León, con ocho más que saldrán después del lanzamiento.

### Extras
Como en anteriores títulos de la saga, habrá un completo editor de mapas para que los usuarios creen y compartan mapas de juego. Robert Euvino, quien trabajó en anteriores entregas de la serie, está componiendo una banda sonora completamente nueva para el juego.

### Requisitos mínimos del sistema
- Sistema Operativo: Windows® XP/Windows Vista/Windows 7/Windows 8 (service packs más recientes) con DirectX 9.0c
- Procesador: Intel Core2 Duo 2Ghz o equivalente
- Memoria: 2GB RAM
- Vídeo: NVIDIA® GeForce® 8800GT 512MB o AMD Radeon™ HD 2900XT 512MB o superior
- Almacenamiento: 6 GB de disco duro disponibles
- Internet: conexión de banda ancha[17]